# 나가시노성

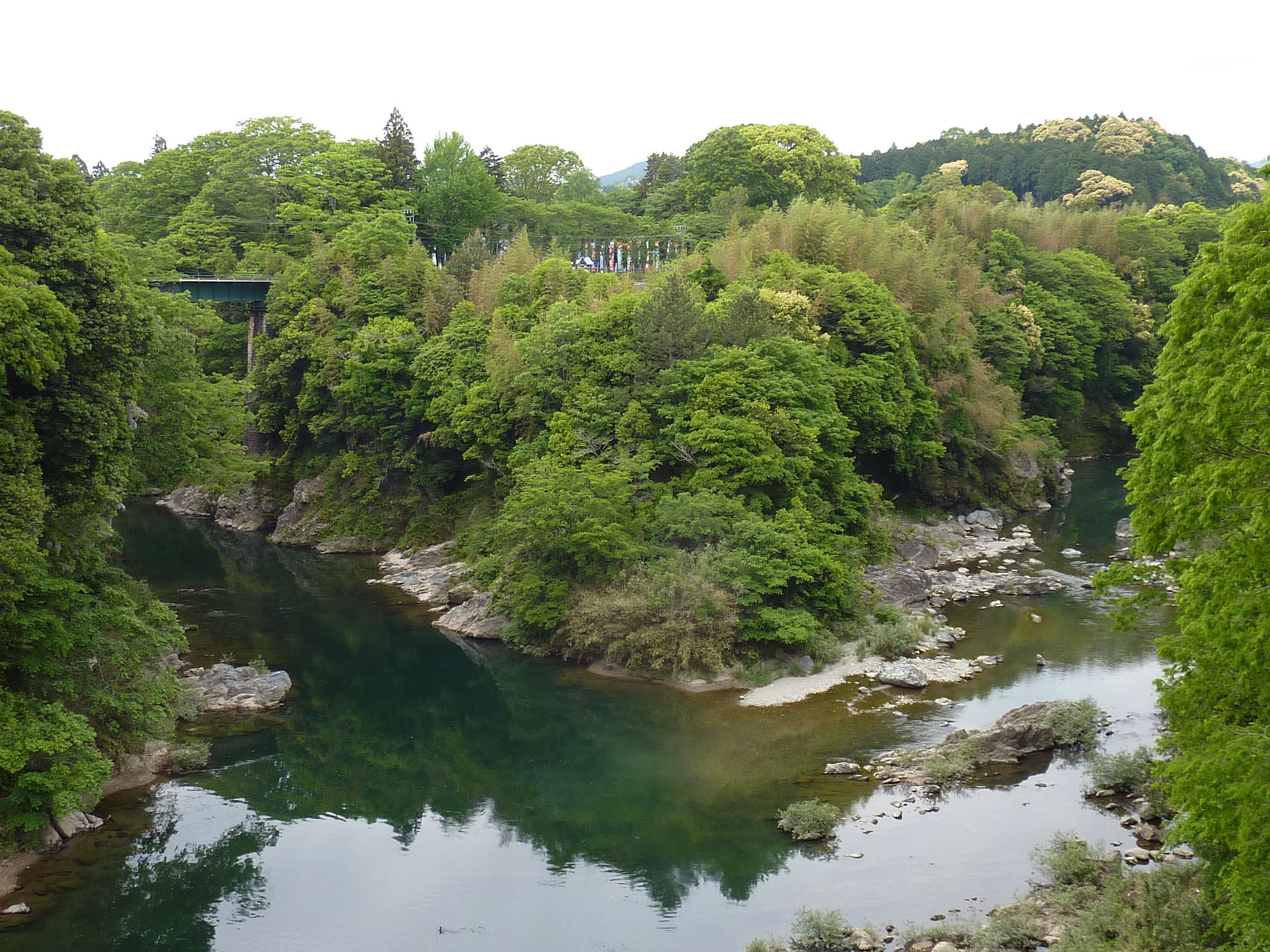
나가시노성

나가시노성(長篠城 나가시노조[*])은 일본 아이치현 신시로시에 있었던 성이다. 현재는 국가 지정 사적으로 지정되어, 성터로서 정비되고 있다.